# Доротея фон Кастел-Кастел
Доротея Кристиана Клементина Луиза фон Кастел-Кастел (на немски: Dorothea Gräfin zu Castell-Castell; * 10 януари 1796, Кастел; † 6 септември 1864, Меерхолц, Гелнхаузен, Хесен) е графиня от Кастел-Кастел и чрез женитба графиня на Изенбург-Бюдинген в Меерхолц.

## Произход
Тя е дъщеря на граф Албрехт Фридрих Карл фон Кастел-Кастел (1766 – 1810) и съпругата му Амалия фон Льовенщайн-Вертхайм-Фройденберг (1771 – 1823), дъщеря на 1. княз Йохан Карл Лудвиг фон Льовенщайн-Вертхайм-Фройденберг (1740 – 1816) и ландграфиня Доротея Мария фон Хесен-Филипстал-Бархфелд (1738 – 1799).

## Фамилия
Доротея фон Кастел-Кастел се омъжва на 22 октомври 1818 г. в Кастел за граф Йозеф Фридрих Вилхелм Албрехт фон Изенбург-Бюдинген-Меерхолц (* 10 май 1772; † 14 март 1822), най-малкият син на граф Йохан Фридрих Вилхелм фон Изенбург-Бюдинген-Меерхолц (1729 – 1802) и графиня Каролина фон Залм, вилд- и Рейнграфиня в Грумбах (1734 – 1791). Те имат две деца:
- Карл Фридрих Казимир Адолф Лудвиг (* 26 октомври 1819, Меерхолц; † 30 март 1900, Меерхолц), граф na Изенбург-Бюдинген-Меерхолц, женен I. на 9 юни 1846 г. в Кастел за графиня Йохана фон Кастел-Кастел (1822 – 1863), II. на 21 ноември 1865 г. в Бюдинген за принцеса Агнес фон Изенбург-Бюдинген-Бюдинген (1843 – 1912)
- Берта Амалия Каролина Фердинанда (* 14 юни 1821, Меерхолц; † 8 ноември 1875, Монтрьо), омъжена на 10 януари 1841 г. в Меерхолц за граф Георг Казимир фон Изенбург-Бюдинген-Филипсайх (1794 – 1875)